# 18歲不睡
《18歲不睡》，是台灣的一個已停播的談話性綜藝節目，2016年9月19日在中天綜合台首播，金星娛樂製作，由KID、愷樂主持。節目主旨以18歲成年人看世界為發想，主要探討18歲成年人經歷的大小困擾，邀請素人來賓、名人、明星論述相關議題。2016年12月23日播出最後一集。
2016年12月26日至2016年12月30日一連五天播出本節目精選。

## 播出時間
以下時間以當地時間（台灣時間）為準

### 首播
| 頻道       | 所在地 | 播映日期                      | 星期         | 播出時段     |
| ---------- | ------ | ----------------------------- | ------------ | ------------ |
| 中天綜合台 | 臺灣   | 2016年9月19日－2016年12月23日 | 每週一至週五 | 23:00－24:00 |

### 重播
| 頻道       | 所在地 | 播映日期                      | 星期         | 播出時段     |
| ---------- | ------ | ----------------------------- | ------------ | ------------ |
| 中天綜合台 | 臺灣   | 2016年9月20日－2016年12月31日 | 每週二至週六 | 02:00－03:00 |
| 中天綜合台 | 臺灣   | 2016年9月20日－2017年1月2日   | 每週一至週五 | 11:00－12:00 |
| 中天綜合台 | 臺灣   | 2016年9月20日－2017年1月2日   | 每週一至週五 | 17:00－18:00 |
| 中天綜合台 | 臺灣   | 2016年9月27日－2017年1月2日   | 每週一至週五 | 05:00－06:00 |
| 中天綜合台 | 臺灣   | 2016年9月27日－2017年1月2日   | 每週一至週五 | 13:00－14:00 |
| 中天綜合台 | 臺灣   | 2016年10月1日－2016年12月31日 | 每週六       | 03:00－04:00 |
| 中天綜合台 | 臺灣   | 2016年10月2日－2017年1月1日   | 每週日       | 02:00－03:00 |

## 主持人
- KID
- 愷樂

## 節目列表
以下列表為《18歲不睡》2016年全年節目列表。
| 集數 | 日期     | 主題                                               | 藝人來賓 | 備註     |
| ---- | -------- | -------------------------------------------------- | --- | -------- |
| 1    | 9月19日  | 18歲就喊自己老了 這叫姐姐們怎麼活！                | 李姸憬、熊熊、安苡愛、舒子晨、哈孝遠、大根 萱萱、采寧、寳萱、Kimi、郁歆、麥子、眉毛、賓果、芃芃、牙牙       | 首播     |
| 2    | 9月20日  | 青春肉體的品味來報到！！                           | 小甜甜、許路兒、許菲菲、許維恩、許湯姆 簡柏曄、Oscar、湯學臣、小龍、柏佑、柏昇、小盟、小豪、凱凱、鍋子      |          |
| 3    | 9月21日  | 直播狂人維基解密！ 這樣直播94狂！！                | 曹西平、曲家瑞 脖子、沙西米、牛奶、洪蓉、院長、T妹、王嘉蒂、Sandy、莉娜                                     |          |
| 4    | 9月22日  | 年輕的女孩不怕醜！ 敢秀敢搞怪才當道！！            | 張允曦、Albee、曾子余、夏和熙 姐姐代表：KADI、小安、白白、果果、潘潘 嫩妹代表：法法、玉諼、咚咚、桑妮、瑄瑄 |          |
| 5    | 9月23日  | 真的不能沒有你！ 手機的便利超乎想像！！            | GiGi、藍波、3C達人：Tim 重度使用者：小周、表哥、美驛、瑋威、牙牙、小草、Nancy                               |          |
| 6    | 9月26日  | 18歲戀愛的滋味！ 初戀限定的那些事！！              | 陳德烈、成語蕎、御姊愛 哲銓&以樺、阿布&EP、珊珊&俊孝、ㄆㄐ&麒麒                                             |          |
| 7    | 9月27日  | On~My God！ 我懷孕了！ 小孩生小孩怎麼辦？！        | 林舒語、楊羽霓、Paul、婦產科醫師：詹景全 阿美&湯圓&阿軒、Ivy、伶伶&阿倫、涵涵、嘉琳、Vivi&Alex              |          |
| 8    | 9月28日  | 18歲的明星夢 讀藝校是藝人的先修班？！              | 王樂妍、楊子儀、凱莉、阿虎 Irene、Wawa、Ruby、菡芮、Oscar、包子、佳琪、Vivian、宜庭                         |          |
| 9    | 9月29日  | 不創業就等死！ 他們是最強創業王！                  | 簡沛恩、金妮、ERICA、何啟聖                                                                                 |          |
| 10   | 9月30日  | 世界各國奇葩成年禮！ 18歲要這樣才算轉大人！        | 盧學叡、阿布、簡志籓                                                                                        |          |
| 11   | 10月3日  | 嫩妹尺度無極限！這些照片怎麼可能沒有被檢舉！       | 李洛洋、嘎嘎、黃沐妍、陳珮騏、陳紀東                                                                        |          |
| 12   | 10月4日  | 回味情竇初開的賀爾蒙 那些年 我們一起倒追的學長！！ | 詹子晴、阿諾、梁正群、李運慶、黃鐙輝 學長：作園、廷豪、游勝綸、曾勒                                         |          |
| 13   | 10月5日  | 不修圖不見人！戳破網美背後的真相！                 | 古小偉、何嘉文、林建予、小優                                                                                |          |
| 14   | 10月6日  | 我滿18你再也禁不了！ 爸媽...不瞞你說「我做了」！！ | 余皓然&韓靖、大根&大根媽、卡古&卡古爸、瑪莉亞&吳沁玲 專家：黃越綏                                           |          |
| 15   | 10月7日  | 便利商店店員工作辛酸史                             | 曾雅蘭、博焱、酒令、蔡允潔                                                                                  |          |
| 16   | 10月10日 | 天災衝第一！災區記者血淚史！                       | 林姿佑、禹安                                                                                                |          |
| 17   | 10月11日 | 歌唱比賽秘辛大公開！(上)                           | 星光幫：劉明湘、吳忠明、徐凱希、曾治豪 超偶幫：張芸京、段旭明、張語噥、林吟蔚                               |          |
| 18   | 10月12日 | 歌唱比賽秘辛大公開！(下)                           | 星光幫：劉明湘、吳忠明、徐凱希、曾治豪 超偶幫：張芸京、段旭明、張語噥、林吟蔚                               |          |
| 19   | 10月13日 | 打工也要顧眼睛！這些老闆，我可以！！               | 劉書宏、李懿、黃喬歆                                                                                        |          |
| 20   | 10月14日 | 美食王保衛戰                                       | 郭彥均、阿松、IRIS、小黑哥、冰蹦拉                                                                          |          |
| 21   | 10月17日 | 小姐請問你幾歲？成熟臉嫩妹來了！                   | 夏宇童、張芯瑜、夏和熙、柯家豪                                                                              |          |
| 22   | 10月18日 | 十八歲才能做的事情？！ 特殊性職業大集合！！        | 曲家瑞、苦苓                                                                                                |          |
| 23   | 10月19日 | 聽我一句勸演藝圈不好混！ 我18歲就出道了！！        | 麥若愚、梁一貞、劉曉憶、潘若迪、何嘉文                                                                      |          |
| 24   | 10月20日 | 英雄沒有想像中的好當？！ 萌學員內部秘辛大爆料！！  | 蔡函岑、五熊、李昂霖、林奕勳、夏宇童、曾子余、劉書宏                                                        |          |
| 25   | 10月21日 | 你下班，他們才上班！！ 這些越夜越美麗的工作！！    | 陳艾琳、班傑、斯亞                                                                                          |          |
| 26   | 10月24日 | 這麼可愛一定要當媳婦！ 店花vs婆婆知幸福前哨戰！！  | 甄莉、邱鋒澤、曾子余                                                                                        |          |
| 27   | 10月25日 | 究竟要水逆到何時？！ 演藝圈衰鬼都在這！            | 李妍憬、蜆仔、解婕翎、陳嘉行、IVY                                                                           |          |
| 28   | 10月26日 | 嗶嗶嗶！！ 天菜警察齊聚一堂！！ 今晚快來逮捕我！！ | 林韋君、孫國豪、熊熊、AMY                                                                                   |          |
| 29   | 10月27日 | 女孩們小心被潑濕！ 全台最強水男孩來襲！！          | 林秀琴、Mei、蔡允潔、金妮                                                                                   |          |
| 30   | 10月28日 | 把履歷表投出海外！ 出國撈金真的是王道嗎？！        | Paul、陳櫻文、林威良、吳忠明                                                                                |          |
| 31   | 10月31日 | 化成這樣你認得出他們？！ 究竟是鬼還是人？！        | Paul、李詠嫻、李昂霖、胡安安、Emily                                                                         |          |
| 32   | 11月1日  | 外景主持搭檔不好當！前後輩內幕大揭發               | 曹西平+Eason、哈孝遠+辜莞允、杜詩梅+大愷                                                                    |          |
| 33   | 11月2日  | 媽媽的放風之旅                                     | 明星隊：林姿佑、甄莉、徐小可 達人隊：小王子、MillyQ、Yvonne                                                 |          |
| 34   | 11月3日  | 看完這些帥爸爸抱娃 真想再為他生一個！              | 侯昌明、江振愷、萁媽、曾甜                                                                                  |          |
| 35   | 11月4日  | 年輕妹妹有問題！！ 18歲的婦科初體驗！！            | 詹景全、楊維真、楊雅筑、楊繡惠、Lala                                                                        |          |
| 36   | 11月7日  | 當年我們18歲！ 我愛黑澀棒棒堂同學會！！            | 吳映潔、MeiMei、野獸、廖允杰、李洛洋 養小雞、SAYA、小不點                                                   |          |
| 37   | 11月8日  | 台灣女生行為好奇怪！ 外國人不解的台女行為！！      | 何念茲、班傑、阿龍、威廉、馬克斯、余筱萍、張艾亞、Apple                                                     |          |
| 38   | 11月9日  | 誰最懂吃螃蟹？！ 秋蟹美食達人爭奪戰！              | 潘若迪、張可昀、謝忻、徐瑋吟、王瑞玲、張瑀庭、胡天蘭、駱進漢、阿源                                          |          |
| 39   | 11月10日 | 叭叭叭小黃司機秘辛大公開！ 乘客不要再鬧了！！      | 黃小柔、賴薇如、民雄、余荃斌                                                                                |          |
| 40   | 11月11日 | 我是土生土長混血兒！ 新住民二代登場！！            | 吳鳳、大久保麻梨子、海倫清桃、羅平                                                                          |          |
| 41   | 11月14日 | 空姐出來說真話！ 飛機上那些不能說的秘密！！        | 金友莊、劉雨柔、劉艾倫、NINA                                                                                |          |
| 42   | 11月15日 | 告別單身趁現在！女明星擒男術大公開！！             | Vincent、夏語心、貝童彤、劉雨柔、金妮、楊晨熙                                                               |          |
| 43   | 11月16日 | 那些網路爆紅了小萌娃 你都關注了嗎？                | 季芹、YAYA、林舒語、阿布                                                                                    |          |
| 44   | 11月17日 | 兩代演員大不同！ 現在八點檔這樣演才會紅！！        | 陳珮騏、伊正、郭亞棠、張家瑋、王晴、李若玹                                                                  |          |
| 45   | 11月18日 | 女人妳怎麼那麼好騙？ 騙財、騙色、騙感情？！        | 湯鎮瑋、蔡惠子、崔佩儀、胡安安、符瓊音                                                                      |          |
| 46   | 11月21日 | 妹妹天氣冷了多穿點！ 這些照片讓人好害羞！！        | 馮媛甄、郭曉曉、鯰魚哥、曾治豪                                                                              |          |
| 47   | 11月22日 | 這件事我一直沒對你說！ 明星子女告解大會！！        | 梁佑南、方璿、金友莊、葛子揚、阿虎媽、阿虎、允潔媽、蔡允潔                                                  |          |
| 48   | 11月23日 | 我的老闆不是人！ 盤點惡老闆事件簿！                | 洪都拉斯、詹惟中、劉伊心、邱文仁                                                                            |          |
| 49   | 11月24日 | 排骨精掰掰！ 棉花糖女孩來了！                      | 祖雄、Amanda、盧學叡、酒令                                                                                  |          |
| 50   | 11月25日 | 肚肚痛痛怎麼辦？ 便便就是出不來！                  | 陳峙嘉、陳欣湄、倪雅倫、Una、芮德、林秀琴                                                                   |          |
| 51   | 11月28日 | 台灣奧客無極限！ 速食店員速速來訴苦！！            | 陳德烈、林吟蔚、海豚、Paul                                                                                  |          |
| 52   | 11月29日 | 女明星煎熬坐月子！！ 脹奶、臭頭、好憂鬱！！        | 何妤玟、咪咪、JULIE、曾雅蘭、侯昌明、Paul                                                                   |          |
| 53   | 11月30日 | 18歲就紅了！！ 年輕網路紅人的煉金術！！            | 高山峰、王詩安、張芯瑜、High咖                                                                              |          |
| 54   | 12月1日  | 大賣場秘辛全揭露！奧客、退貨、搶試吃！             | 曾雅蘭、潔哥、謝沅瑾                                                                                        |          |
| 55   | 12月2日  | 18歲做自己！新一代跨性別者來了！                   | 小甜甜、嘻小瓜、黃越綏、蔡瑩芝                                                                              |          |
| 56   | 12月5日  | 白眼翻到後腦勺！客服人員辛酸誰人知！               | 楊晨熙、王俐人、張峰奇 專家：李鴻樂                                                                         |          |
| 57   | 12月6日  | 人在做 天在看！超夯廟會女神降臨！                  | NONO、謝忻、圓圓、香蕉                                                                                      |          |
| 58   | 12月7日  | 原住民生活大不同！他們在部落是這樣轉大人！         | 撒基努、林秀琴、鯰魚哥、提拉                                                                                |          |
| 59   | 12月8日  | 2016超夯網購美食！買不到你就等到明年吧！！         | 賴薇如、曾子余、佃心怡、王以路、吳心緹、宮以騰 專家：小黑哥、張瑀庭                                         |          |
| 60   | 12月9日  | 老天爺！產後瘦身怎麼比生小孩還苦！                 | Vicky、楊羽霓、筋肉媽媽 專家：營養師陳怡錞                                                                  |          |
| 61   | 12月12日 | 年終撈一波！尾牙當紅炸子雞來了！                   | 陳大天、小優、曹雅雯、金承熙、舒子晨                                                                        |          |
| 62   | 12月13日 | 念英文真重要！不然遇到外國人糗到爆！               | 張文綺、黃沐妍、凱莉、曾治豪、山豬 英文老師：EMILY、JOEY                                                    |          |
| 63   | 12月14日 | 你的疲勞由我來紓解 按摩師的黑暗辛酸史              | 哈孝遠、成語蕎、藍又時、LALA                                                                                |          |
| 64   | 12月15日 | 說學逗唱樣樣精通！市場紅人吸睛我最行！             | 叫賣哥、小Call、陳嘉行、萁媽                                                                                |          |
| 65   | 12月16日 | 美髮助理工作血淚史！                               | 古小偉、Lala、王尹平、王思佳、Miyake                                                                        |          |
| 66   | 12月19日 | 收入竟然比正職好 打工一輩子我可以                  | 吳懷中、阿諾、瑪莉亞、何啟聖                                                                                |          |
| 67   | 12月20日 | 冬至來了必知幾件事！                               | 陳艾琳、安苡愛、謝忻、田亞霍、麋先生 專家：洪素卿、施松杉                                                   |          |
| 68   | 12月21日 | 千奇百怪！不為人知的「摩鐵生態」大公開！           | 187INC(Nana、Johnny、文豪、雕柏)、張立東、其芳                                                              |          |
| 69   | 12月22日 | 打火英雄的心酸血淚史！消防隊員辛苦了！             | 咪咪、布蘭妮、呂文婉、羅友志                                                                                |          |
| 70   | 12月23日 | 今晚不睡，十萬個為什麼一次解答！                   | 曹西平、小甜甜、歐娜                                                                                        | 最後一集 |

## 獲得獎項

### 金鐘獎
| 年份   | 獲提名    | 獎項             | 結果 |
| ------ | --------- | ---------------- | ---- |
| 2017年 | Kid、愷樂 | 綜藝節目主持人獎 | 入圍 |

## 製作團隊
- 總監：朱緻恩
- 監製：吳曉芬
- 製作人：王偉忠、謝名豪
- 執行製作：潘劭中
- 製作群：陳必樺、王映雯、李俊德、潘柔羽、林詩霈、黃孝強
- 主持人服裝造型：亞葳
- 來賓妝髮：羅南
- 公關行銷：廖淑華、陳凡禾
- 後製剪輯：陳怡璇
- 導播：王秀如

## 外部連結
- 18歲不睡的Facebook專頁
- YouTube上的18歲不睡頻道

## 作品的變遷
| 臺灣 中天綜合台 每週一至週五 23:00 - 24:00  | 臺灣 中天綜合台 每週一至週五 23:00 - 24:00                                                  | 臺灣 中天綜合台 每週一至週五 23:00 - 24:00 |
| ------------------------------------------- | ------------------------------------------------------------------------------------------- | ------------------------------------------ |
|                                             | 18歲不睡 （2016年9月19日－2016年12月23日） 18歲不睡 精選 （2016年12月26日－2016年12月30日） |                                            |
| 大學生了沒 （2007年7月30日－2016年9月14日） | 麻辣天后傳 （2017年1月2日－2020年1月10日）                                                  |                                            |

| 臺灣 中天娛樂台 每週一至週五 23:00          | 臺灣 中天娛樂台 每週一至週五 23:00              | 臺灣 中天娛樂台 每週一至週五 23:00 |
| ------------------------------------------- | ----------------------------------------------- | ---------------------------------- |
|                                             | 18歲不睡 (重播) （2018年1月8日－2018年3月12日） |                                    |
| 碰碰發財星 （2017年11月13日－2018年1月5日） | —                                               |                                    |